# 博尔附近圣于连
博尔附近圣于连（法語：Saint-Julien-près-Bort，法語發音：[sɛ̃ ʒyljɛ̃ pʁɛ bɔʁ]）是法国科雷兹省的一个旧市镇，属于于塞勒区。2017年1月1日，博尔附近圣于连和相邻的萨鲁合并为新市镇萨鲁-圣于连（Sarroux - Saint-Julien）。

## 地理
博尔附近圣于连（45°24'57"N, 2°24'8"E）面积30.63 平方千米，位于法国新阿基坦大区科雷兹省，该省份为法国中南部省份，北起上维埃纳省和克勒兹省，西接多爾多涅省，南至洛特省，东临多姆山省和康塔爾省。
与博尔附近圣于连接壤的市镇（或旧市镇、城区）包括：尚帕尼亚克、马迪克、圣皮埃尔、博尔莱索格、马尔热里德、莫内斯捷波尔迪约、罗什勒佩鲁、博尔附近圣博内、萨鲁、塔拉米。
博尔附近圣于连的时区为UTC+01:00、UTC+02:00（夏令时）。

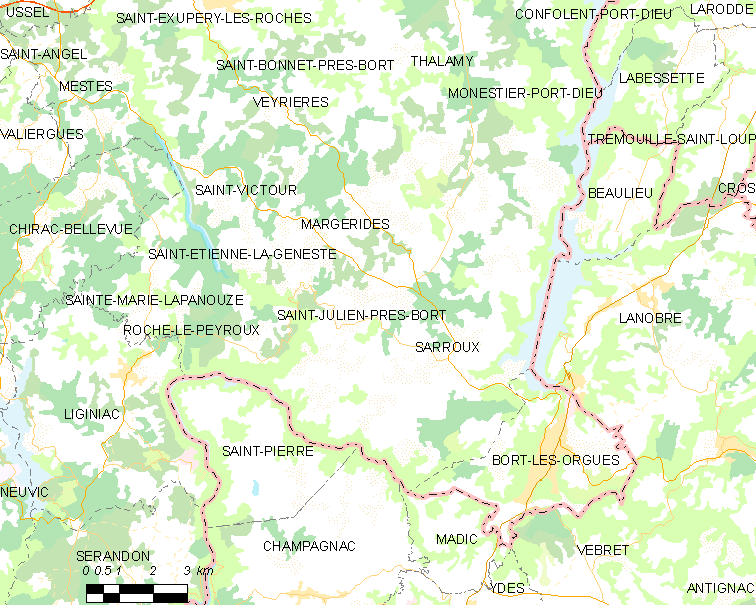
博尔附近圣于连的OSM定位图

## 行政
博尔附近圣于连的邮政编码为19110，INSEE市镇编码为19218。

## 政治
博尔附近圣于连所属的省级选区为上多尔多涅县。

## 人口

1962-2008年间博尔附近圣于连人口变化图示

博尔附近圣于连于2018年1月1日时的人口数量为403人。